# A8 (Groot-Brittannië)
De A8 is een 113 km lange hoofdverkeersweg in Schotland.
De weg verbindt Edinburgh via Glasgow en Port Glasgow met Greenock.

## Hoofdbestemmingen
- Glasgow
- Greenock